# オレゴン交響楽団
オレゴン交響楽団（オレゴンこうきょうがくだん、Oregon Symphony）は、アメリカ合衆国のオレゴン州ポートランドのオーケストラ。本拠地はポートランド市街地文化区域のアーリン・シュニッツァー・コンサート・ホール。アメリカ西部のオーケストラとしては最も長い歴史を有する。

## 概要
1896年、ポートランド交響楽協会（Portland Symphony Society）として創立した。最初の演奏会は同年の10月30日、W.J.キンロスの指揮によりマーカム・グランド・シアターにて行われた。1938年に経済難で活動を停止するも、1947年に再開した。1967年8月、現在のオレゴン交響楽団に改称した。ジェームズ・デプリーストが音楽監督に就任すると、1982年にはアメリカ合衆国の「主要なオーケストラ」の地位に上り詰め、レコーディング活動を積極的に行うなど著しい成長を遂げた。
現在までに、エルネスト・ブロッホ、アーロン・コープランド、オットー・クレンペラー、エーリヒ・ラインスドルフ、ディミトリ・ミトロプーロス、モーリス・ラヴェル、イーゴリ・ストラヴィンスキーなどの著名指揮者、ヴラジーミル・ホロヴィッツ、イツァーク・パールマン、ムスティスラフ・ロストロポーヴィチ、アルトゥール・ルービンシュタイン、アンドレス・セゴビア、アイザック・スターン、アンドレ・ワッツなどの演奏家が客演している。

## 歴代音楽監督
- カール・デントン （1918年 - 1925年）
- ヴィレム・ヴァン・ホーフストラーテン （1925年 - 1938年）
- ウェルナー・ジャンセン （1947年 - 1949年）
- ジェームズ・サンプル （1949年 - 1953年）
- セオドア・ブルームフィールド （1955年 - 1959年）
- ピエロ・ベルージ （1959年 - 1961年）
- ジャック・シンガー （1962年 - 1972年）
- ローレンス・レイトン・スミス （1973年 - 1980年）
- ジェームズ・デプリースト （1980年 - 2003年）
- カルロス・カルマー （2003年 - 2021年）[1]
- デヴィッド・ダンツマイヤー （2021年 - 現在）[2]